# Мхоу
Мхоу (енгл. Mhow), од 2003. званично преименован у Др Амбедкар Нагар (енгл. Dr. Ambedkar Nagar), индијски град у округу Индор у држави Мадја Прадеш.

## Историја
У време британске управе у Индији, Мхоу је био важна војна база британске војске. Током Индијског устанка 1857, 2 пука сепоја Бенгалске армије (1. пук лаке коњице и 23. пук домородачке пешадије) стационирани у граду побунили су се 2. јула 1857. против британске власти.

## Демографија
По последњем попису из 2011. године, град је имао 81,702 становника, од чега 41 % запослених и 14 % неписмених. Попис предвиђен за 2021. годину одложен је због епидемије Ковида. Процењени број становника 2024. износио је око 115.000.
| Религија  | Проценат |
| --------- | -------- |
| Хиндуисти | 66.54%   |
| Муслимани | 29.41%   |
| Хришћани  | 1.55%    |
| Сики      | 1.32%    |